# Sex sange opus 27
Sex sange opus 27 is een liederenbundel gecomponeerd door Agathe Backer-Grøndahl. Het werd in 1890 uitgegeven door Warmuth Musikforlag (nrs. 1691-1696)
De zes liederen zijn:
1. Jeg burde vidst op tekst van Ernst von der Recke in Allegro agitato in bes mineur in 6/8-maatsoort
2. Mens lunden skygger sig brede op tekst van Ernst von der Recke in andante con moto in Des majeur in 6/8-maatsoort
3. Mig tykkes, du stod ved mit leie op tekst van Ernst von der Recke in moderato in E majeur in 6/4-maatsoort
4. Duggen er falden op tekst van Ernst von der Recke in allegro animato in D majeur in 4/4/-maatsoort
5. Vuggesang op tekst van Otto Borchsenius vanuit het Duits vertaald, in andante in Es majeur in 4/4-maartsoort
6. Den forladte op tekst van Christian Hauch in poco andantino in e mineur in 4/4-maatsoort

De liederen Mig tykkes en Duggen er falden zijn op 7 april 1892 uitgevoerd door de componiste en zangeres Dagmar Möller/Sterky. Mig tykkes kreeg nog een herhaling op 29 januari 1901 door de componiste en Unni Lund.